# The Black Market
A The Black Market a Rise Against amerikai punk-rock zenekar 2014-ben megjelent hetedik stúdióalbuma. Ezzel az albummal Zach Blair lett a Rise Against első gitárosa, aki három stúdiólemezen is közreműködött. Az album a harmadik helyen debütált a Billboard 200 listán.

## Az album dalai
Az összes dalszöveg szerzője Tim McIlrath, az összes szám szerzője Tim McIlrath, Joe Principe, Brandon Barnes és Zach Blair.
| 1.    | The Great Die-Off               | 3:39 |
| 2.    | I Don't Want to Be Here Anymore | 3:59 |
| 3.    | Tragedy + Time                  | 4:17 |
| 4.    | The Black Market                | 4:15 |
| 5.    | The Eco-Terrorist in Me         | 2:45 |
| 6.    | Sudden Life                     | 4:08 |
| 7.    | A Beautiful Indifference        | 3:24 |
| 8.    | Methadone                       | 3:48 |
| 9.    | Zero Visibility                 | 4:38 |
| 10.   | Awake Too Long                  | 3:11 |
| 11.   | People Live Here                | 4:08 |
| 12.   | Bridges                         | 4:06 |
| 46:18 |                                 |      |

| Japán változat | Japán változat | Japán változat | Japán változat | Japán változat | Japán változat | Japán változat | Japán változat | Japán változat | Japán változat |
|                | Cím            | Hossz          |                |                |                |                |                |                |                |
| -------------- | -------------- | -------------- | -------------- | -------------- | -------------- | -------------- | -------------- | -------------- | -------------- |
| 13.            | Escape Artists | 4:02           |                |                |                |                |                |                |                |
| 50:20          |                |                |                |                |                |                |                |                |                |

| Bővített változat | Bővített változat    | Bővített változat | Bővített változat | Bővített változat | Bővített változat | Bővített változat | Bővített változat | Bővített változat | Bővített változat |
|                   | Cím                  | Szerző(k)         | Hossz             |                   |                   |                   |                   |                   |                   |
| ----------------- | -------------------- | ----------------- | ----------------- | ----------------- | ----------------- | ----------------- | ----------------- | ----------------- | ----------------- |
| 13.               | Escape Artists       |                   | 4:02              |                   |                   |                   |                   |                   |                   |
| 14.               | About Damn Time      |                   | 3:36              |                   |                   |                   |                   |                   |                   |
| 15.               | We Will Never Forget | Will Potter       | 6:03              |                   |                   |                   |                   |                   |                   |
| 59:59             |                      |                   |                   |                   |                   |                   |                   |                   |                   |

## Közreműködők

### Rise Against
- Tim McIlrath – ének, ritmusgitár
- Zach Blair – gitár, háttérvokál
- Joe Principe – basszusgitár, háttérvokál
- Brandon Barnes – dobok, perkusszió

### Egyéb közreműködők
- Chad Price (ALL) – háttérvokál
- Ian Short – hegedű a The Great Die-Off és People Live Here számokban
- Adrienne Short – brácsa a The Great Die-Off és People Live Here számokban
- Amy Morgan – cselló a People Live Here számban

### Produkció
- Bill Stevenson – producer, hangmérnök
- Jason Livermore – producer, hangmérnök
- Andrew Berlin, Chris Beeble – hangmérnök
- Chris Lord-Alge – mixelés
- Keith Armstrong & Nik Karpen – hangmérnöki munka
- Dmitar "Dim-E" Krnjaic – segéd
- Ted Jensen – mastering

## Helyezések

### Albumlisták
| Lista (2014)                                  | Helyezés |
| --------------------------------------------- | -------- |
| Argentína (CAPIF Álbumes)                     | 1        |
| Ausztrália (ARIA Top 50 Albums)               | 3        |
| Ausztria (Ö3 Austria Top 40)                  | 3        |
| Brazília (ABPD)                               | 1        |
| Belgium (Ultratop Flandria)                   | 19       |
| Belgium (Ultratop Vallónia)                   | 118      |
| Dánia (Hitlisten Album Top 40)                | 31       |
| Kanada (Billboard Canadian Albums Chart)      | 1        |
| Hollandia (Dutch Charts Album Top 100)        | 43       |
| Finnország (Musiikkituottajat Albumit Top 50) | 22       |
| Németország (Media Control Top 100 Album)     | 1        |
| Japán (Oricon)                                | 124      |
| Új-Zéland (Recorded Music NZ Top 40 Albums)   | 6        |
| Svájc (Schweizer Hitparade Top 100 Albums)    | 5        |
| Egyesült Királyság (UK Albums Chart)          | 13       |
| USA Billboard 200                             | 3        |

### Eladási minősítések
| Ország      | Eladási minősítés |
| ----------- | ----------------- |
| Kanada      | arany             |
| Németország | arany             |

## Külső hivatkozások
- A Rise Against hivatalos oldala

## Fordítás
Ez a szócikk részben vagy egészben a The Black Market című angol Wikipédia-szócikk ezen változatának fordításán alapul.  Az eredeti cikk szerkesztőit annak laptörténete sorolja fel. Ez a jelzés csupán a megfogalmazás eredetét és a szerzői jogokat jelzi, nem szolgál a cikkben szereplő információk forrásmegjelöléseként.